# Дионисий (митрополит Московский)
Митрополи́т Диони́сий (ум. не ранее 1604) — митрополит Московский и всея Руси.

## Биографические сведения
О митрополите Дионисии сохранилось немного сведений. Предположительно, был уроженцем Новгородской земли, приняв монашеский постриг принял в Ху́тынском монастыре.
Известно, что в 1577 году он архиепископом Новгородским Александром (Бердовым) поставлен игуменом Хутынского монастыря.

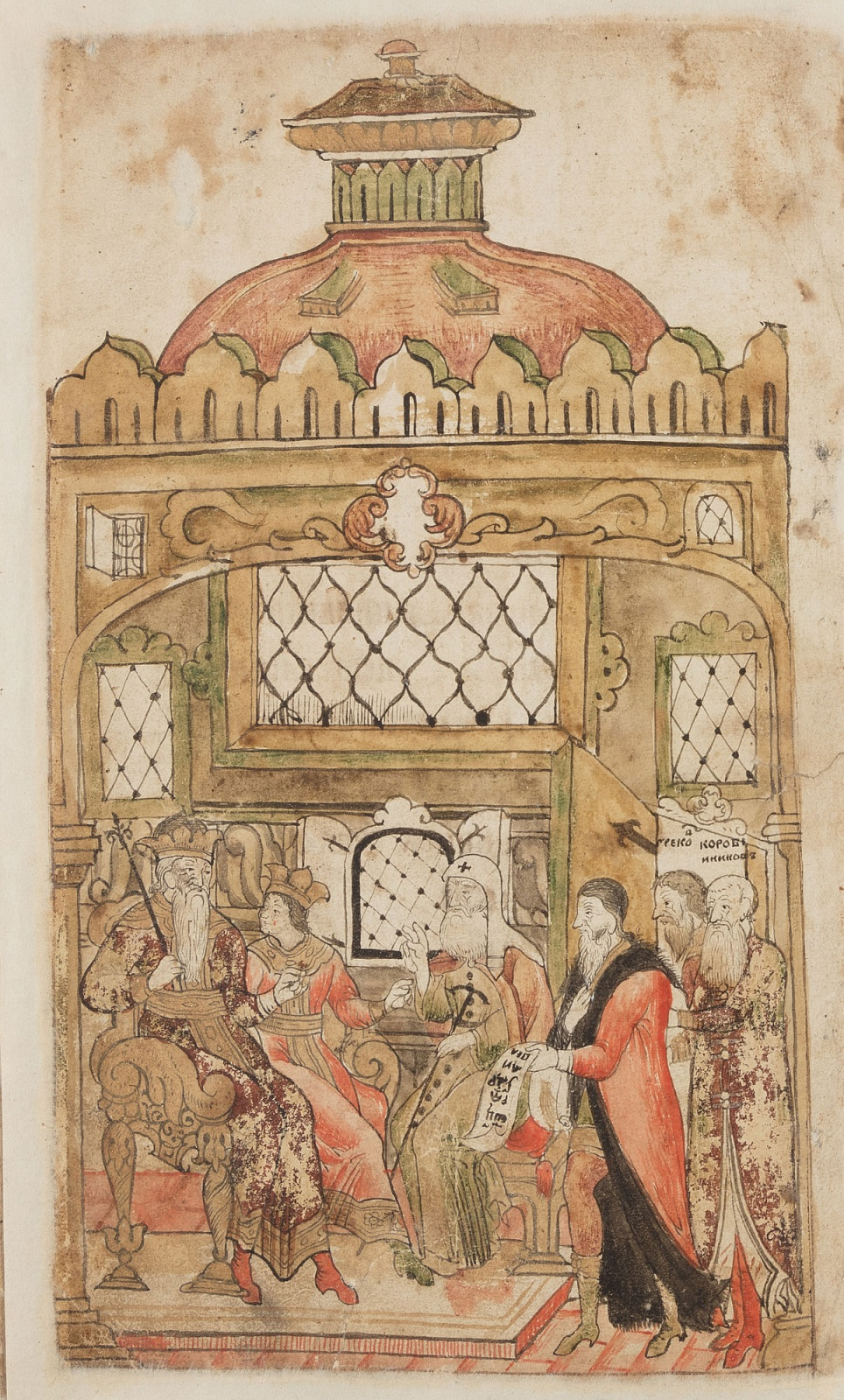
Иоанн IV в присутствии царевича Фёдора и митрополита Дионисия направляет Юрия Грекова и Трифона Коробейникова в Царьград, Антиохию, Александрию, Иерусалим, на Синайскую гору и в Египет

После ухода на покой митрополита Антония царём Иваном Васильевичем избран на митрополичий престол и 5 февраля 1581 года хиротонисан во епископа и возведён на митрополичий престол.
Отпевал Ивана Васильевича, скончавшегося 18 марта 1584 года. 31 мая 1584 года в Успенском соборе совершил чин венчания на царство Фёдора Ивановича. Архипастырское служение преосвященного Дионисия проходило в напряжённой обстановке, когда шла борьба за влияние на царя между Борисом Годуновым и князьями Шуйскими. Митрополит стремился примирить враждующие стороны и на некоторое время он достиг успеха в этом. Финансовые нужды государства были таковы, что и этот митрополит должен был поступиться на соборе 1584 года многими льготами церковного землевладения.
В июне 1586 года в московском Кремле имел встречу с Антиохийским патриархом Иоакимом V Дау, прибывшим в Русское царство за милостыней; во время визита патриарха Иоакима, первым из патриархов посетившим Москву, московское правительство во главе с Борисом Годуновым впервые подняло вопрос о учреждении в Москве патриаршества.
В мае 1586 года, во время волнений среди посадского населения Москвы, Шуйские, заручившись поддержкой митрополита, обратились к Фёдору Ивановичу с челобитной, в которой просили царя развестись с бесплодной Ириной Фёдоровной, сестрой Годунова, «царскаго ради чадородия». Следствием стало лишь то, что сторонники Шуйских из купечества были казнены или сосланы. 13 октября 1586 года митрополит Дионисий был сведён с кафедры и выслан в Хутынский монастырь.
Достоверных сведений о времени кончины нет; по косвенным данным, вероятно ещё был жив в 1604 году.
«Хронограф» редакции 1617 года именует его «премудрым грамотиком».

## В культуре
Один из персонажей пьесы А. К. Толстого «Царь Фёдор Иоаннович».
В телесериале «Годунов» (2018) роль митрополита Дионисия исполнил актёр Борис Клюев. Он также исполнял эту роль в телеспектакле Малого театра 1981 года «Царь Фёдор Иоаннович».